# Charles De Rasse

Ridder Charles-Henri-Joseph de Rasse.

Charles Henri Joseph De Rasse (Doornik, 3 december 1774 - aldaar, 31 januari 1818) was een Zuid-Nederlands politicus. 

## Biografie
Charles de Rasse studeerde aan het Collège Saint-Paul in zijn geboortestad en aan het college van de Oratorianen in Juilly. Op 25-jarige leeftijd werd hij gemeenteraadslid van Doornik en lid van de Commissie van Burgerlijke Godshuizen. In 1801 werd hij adjunct-maire en in 1804 burgemeester van Doornik, een ambt dat hij bekleedde tot aan zijn dood. 
Hij bracht een gemeentelijke politiemacht op de been en een brandweerkorps. Hij vaardigde een reglement uit op het openbaar wegennet, waarbij de invoering van rechte rooilijnen het slopen van heel wat interessante huizen en monumenten tot gevolg had. Anderzijds droeg dit bij tot de sanering van de stad, het aanleggen van nieuwe invalswegen en het creëren van parken in verschillende wijken.
De Rasse maakte zich verdienstelijk in februari 1814 door de overgang van Franse troepen naar bezetting door de troepen van de anti-Napoleontische coalitie vreedzaam te doen verlopen. In 1815 werd hij bevestigd in zijn burgemeestersambt, in 1816 werd hij lid van de Provinciale Staten van Henegouwen en in 1817 ontving hij de Orde van de Nederlandse Leeuw.
Hij trouwde in 1805 in Rijsel met Charlotte Lefèbvre (1784-1835). Ze kregen twee zoons.
- Jules de Rasse (1808-1883), diplomaat en volksvertegenwoordiger, trouwde in 1839 in Parijs met Jeanne Persolle (1817-1870). Ze kregen twee zoons, maar zonder nakomelingen.
- Alphonse de Rasse (1813-1892), burgemeester van Doornik, senator en voorzitter van de Raad van Adel, trouwde in 1836 in Doornik met Alodie Lefebvre (1813-1883), dochter van baron Léopold Lefebvre, industrieel, gemeenteraadslid van Doornik, lid van de Provinciale Staten en provincieraadslid van Henegouwen en senator. Ze kregen zes kinderen, met afstammelingen tot heden.